# Pachybrachis abdominalis
Pachybrachis abdominalis är en skalbaggsart som först beskrevs av Thomas Say 1824.  Pachybrachis abdominalis ingår i släktet Pachybrachis och familjen bladbaggar. Inga underarter finns listade i Catalogue of Life.